# Lia Dettori Aiello
Giulia Dettori Aiello, detta Lia (Sassari, 22 marzo 1931), è una politica italiana, prima donna a essere eletta sindaca della città di Oristano.

## Biografia
Nata a Sassari nel 1931, ha svolto la professione di insegnante. È stata moglie dell'industriale Beppe Aiello, direttore del Consorzio industriale di Oristano, con il quale ha fondato e presieduto il locale Ente Concerti, e madre di quattro figli, Franco, Sergio, Maria Antonietta e Valentina.
Ha militato politicamente nella Democrazia Cristiana ed è stata eletta sindaca di Oristano nel settembre 1984 dopo le dimissioni di Ignazio Manunza, prima donna a rivestire la massima carica comunale nella storia della città. Rieletta alle amministrative del 1985, si è dimessa per motivi di salute da tutti gli incarichi poco dopo la sua riconferma a sindaco.